# Islamski fundamentalizm
Islamski fundamentalizm, inaczej islamskie odrodzenie lub islamski aktywizm – muzułmański ruch religijny dążący do ustanowienia szariatu w państwach z muzułmańską większością. Zwolennicy tego ruchu dążą do wyeliminowania świeckich (w tym nieislamskich) wpływów z codziennego życia (m.in. popierają zakazanie hazardu, kawiarni, kin, napojów alkoholowych, muzyki, narkotyków, pornografii i tańca), które według nich powinno być ograniczone do rodziny i meczetu.

## Historia

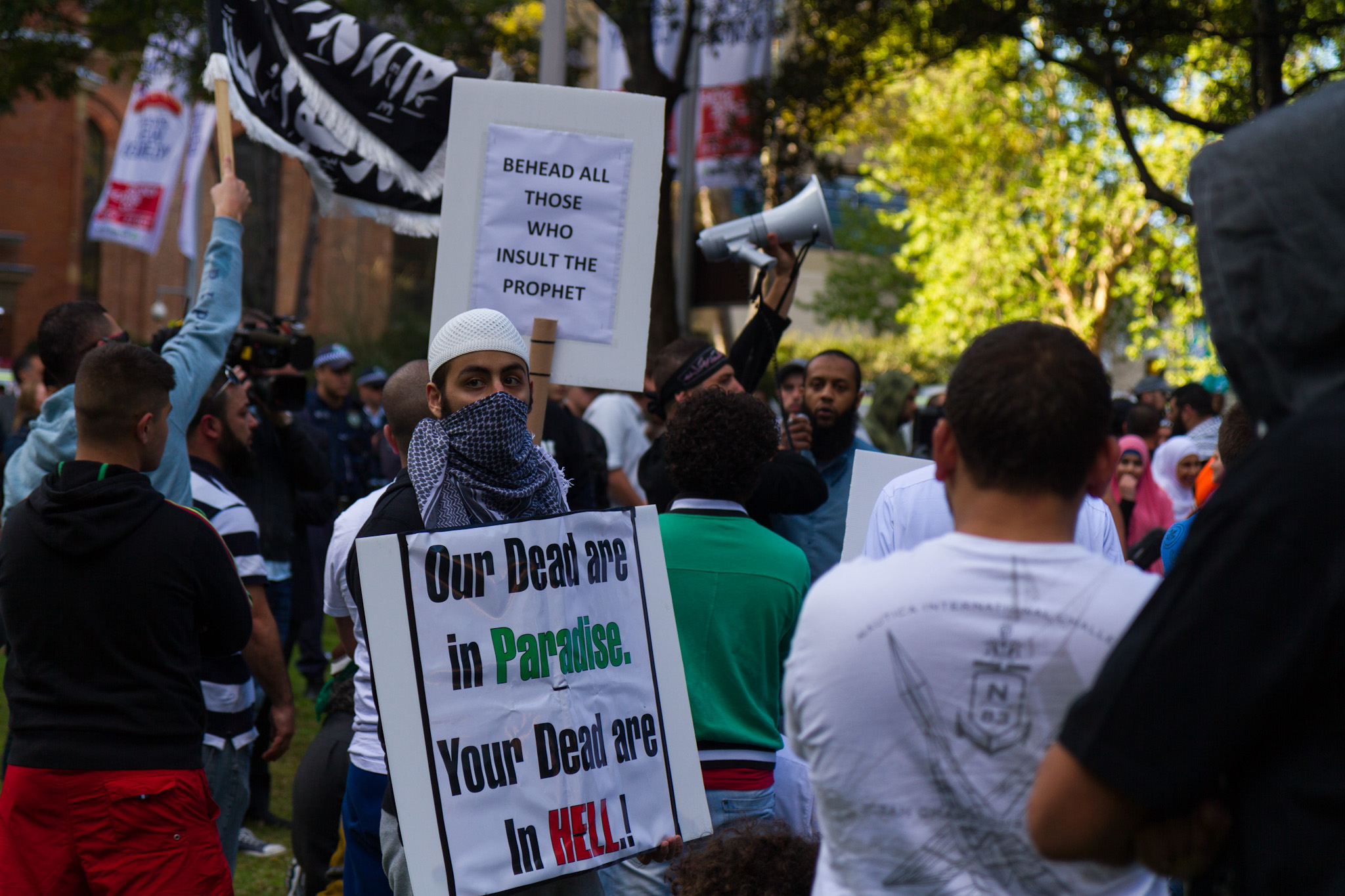
Protest islamskich fundamentalistów w Sydney (2012)

W VII wieku powstał jeden z trzech głównych nurtów islamu - charydżyzm; jego wyznawcy na tle sunnitów i szyitów wyróżniali się radykalnym podejściem do takfiru, uważali również wyznawców innych nurtów islamu za niewiernych i z tego powodu za godnych śmierci.

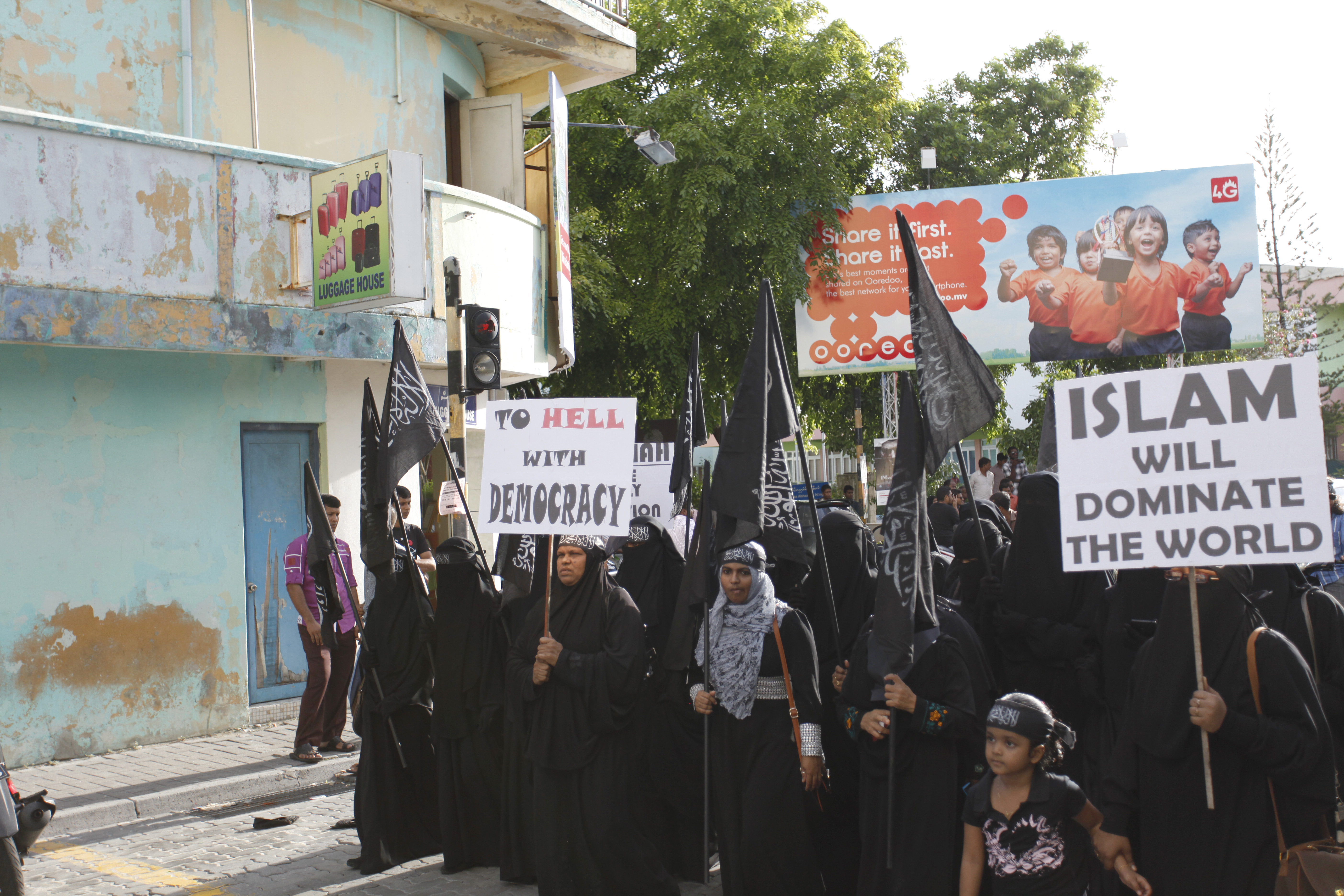
Demonstracja zwolenników przywrócenia szariatu (Malediwy, 2014)

Pod koniec XIX wieku zaczęły powstawać współczesne muzułmańskie organizacje, które sprzeciwiały one ówczesnemu rozprzestrzenianiu się europejskich idei i wartości w świecie islamskim oraz uważały, że problemy polityczno-ekonomiczne wynikały z zaniedbania ścisłego przestrzegania zasad islamu przez jego wyznawców.

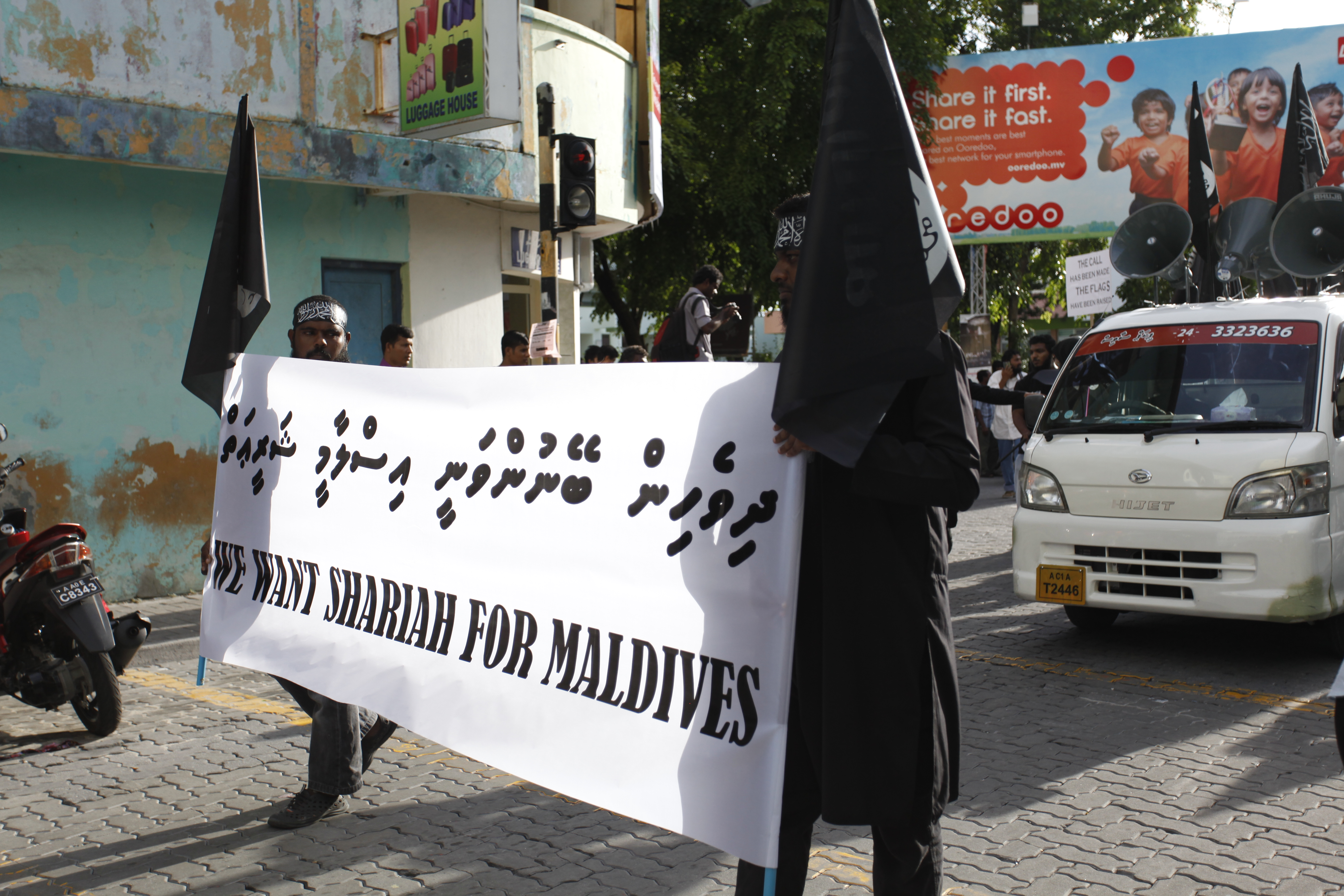
Demonstracja zwolenników przywrócenia szariatu (Malediwy, 2014)

Żyjący na przełomie XIX i XX wieku syryjsko-egipski muzułmański teolog Rashid Rida miał wpływ na rozwój islamskiego fundamentalizmu; opisał jego zasady we współczesnym państwie muzułmańskim, które byłyby przyjęte przez jego zwolenników. W tym czasie bardziej zauważalny stał się działający już od XVIII wieku ruch wahhabicki, aktualnie jest on powszechny i wspierany w Arabii Saudyjskiej. Po I wojnie światowej Rida był pod silnym wpływem doktryny hanbalickiej, ruchu wahhabickiego i poglądów Ibn Tajmijji, swoje fundamentalistyczne poglądy głosił poprzez założone przez niego i działające w latach 1899-1940 czasopismo Al-Manar.
Powstały takie organizacje jak Bractwo Muzułmańskie (1928) i Dżamaat-e-Islami (1941), a po II wojnie światowej miała miejsce dekolonizacja, podczas której muzułmańskie fundamentalistyczne grupy radykalizowały swoje działania. Mimo to, były one wspierane w trakcie zimnej wojny przez część państw NATO (głównie przez Stany Zjednoczone i Wielką Brytanię) w celu zabezpieczenia się przed potencjalną ekspansją ze strony Związku Radzieckiego.
Pod koniec lat 70. XX wieku część muzułmańskich grup fundamentalistycznych zaczęła również praktykować militaryzm. W 1979 roku miała w Iranie miejsce rewolucja islamska, w wyniku której władzę przejął Ruhollah Chomejni i po proklamacji Islamskiej Republiki Iranu ustanowił surowe prawo oparte na Koranie. Przejęcie władzy przez Chomejniego było uważane za sukces islamskiego fundamentalizmu.
Działania fundamentalistów doprowadziły również do wycofania się wojsk radzieckich z Afganistanu w 1989 roku oraz do wybuchu w 1991 roku wojny domowej w Algierii.
Aktualnie działającymi islamskimi organizacjami fundamentalistycznymi są m.in. Al-Ka’ida, Armia Sprawiedliwych, Asz-Szabab, Boko Haram, Dżama’a Islamijja, Egipski Dżihad, Grupa Abu Sajjafa, Hamas, Hizb at-Tahrir, Państwo Islamskie oraz Talibowie z Afganistanu  i Pakistanu. Każda z wymienionych grup prowadzi działalność terrorystyczną.

## Różnice między islamskim fundamentalizmem a islamizmem

### Kwestia praw kobiet
Islamiści popierają edukację kobiet oraz ich udział w życiu politycznym i społecznym (m.in. poprzez pracę), są jednak za obowiązkowym noszeniem przez nie czadorów lub innej podobnej odzieży (np. nikabów); fundamentaliści twierdzą, że udział kobiety w życiu społecznym powinien się ograniczać wyłącznie do domu.

### Kwestia zmian w społeczeństwie
Zwolennicy islamizmu twierdzą, że społeczeństwo zostanie zislamizowane dzięki reformom społecznym i politycznym; fundamentaliści dążą natomiast do przeprowadzenia zmian w wyniku przeprowadzenia rewolucji.

## Krytyka i obrona terminu
Termin islamskiego fundamentalizmu został uznany za wprowadzający w błąd przez osoby sugerujące, że wszyscy muzułmanie są fundamentalistami, ponieważ wierzą w doskonałość Koranu . W latach 90. XX wieku państwach byłego ZSRR używano tego terminu jako synonim wahhabizmu, z kolei w Zachodniej Europie islamski fundamentalizm był uważany za synonim islamizmu.
John Esposito skrytykował termin islamskiego fundamentalizmu za jego związek z aktywizmem politycznym, ekstremizmem, fanatyzmem, terroryzmem i antyamerykanizmem; uznał, że terminami poprawnie opisującymi tę doktrynę są "islamskie odrodzenie" i "islamski aktywizm". Amerykański naukowiec Eli Berman proponuje również termin "radykalnego islamu", który odnosi się do ekstremistycznych ruchów islamskich powstałych po I wojnie światowej.
Według Bernarda Lewisa, termin fundamentalizmu jest związany z częścią kościołów i organizacji protestanckich, które ściśle przestrzegały zasady sola scriptura i sprzeciwiały się teologom chrześcijańskim mającym liberalny punkt widzenia wobec Biblii, którego nie ma wśród teologów islamskich wobec Koranu. Termin islamskiego fundamentalizmu jest uważany za pejoratywny .
Amerykański pisarz Anthony Dennis akceptuje powszechne używanie terminu islamskiego fundamentalizmu oraz uważają ten ruch za ogólnoświatowy; Dennis zwrócił uwagę na przeplatanie się w nim celów społecznych, religijnych i politycznych . Innymi zwolennikami tego twierdzenia byli muzułmańscy filozofowie jak Syryjczyk Sadik Dżalal al-Azm i Egipcjanin Hassan Hanafi; według al-Azma, poprawnym jest nazywanie ruchów islamskich fundamentalistycznymi.

## Stosunek do państwa świeckiego i łamanie praw człowieka
Dążenie islamskiego fundamentalizmu do ustanowienia prawa na szariacie jest sprzeczne z koncepcją świeckiego (tym samym przeciwne wobec rozdziału państwa i religii) i demokratycznego państwa oraz z powszechną deklaracją praw człowieka . Wśród praw człowieka łamanych przez fundamentalistów są m.in. wolność religijna, wolność słowa oraz równouprawnienie płci.

## Badania
W 2013 roku przeprowadzono badanie, które wykazało, że fundamentalizm islamski jest powszechny wśród muzułmanów mieszkających w Niemczech; większość badanych muzułmanów stwierdziło, że chciałoby wprowadzenia szariatu, około 75% odrzucało pluralizm w religii, natomiast 44% deklarowało się jako fundamentaliści.
Wśród mieszkających w Europie muzułmanów powszechne było uznawanie rządów państw zachodnioeuropejskich jako wrogo nastawionych do islamu; po pojawieniu się Państwa Islamskiego znaczna część tych muzułmanów zmieniła swoje zdanie w tej kwestii.